# George Fissler
George Fissler   (Nova York, 13 d'octubre de 1906 - Martin, 18 de desembre de 1975) va ser un nedador estatunidenc que va competir durant la dècada de 1930.
El 1932 va prendre part en els Jocs Olímpics de Los Angeles, on va guanyar la medalla de plata en els 4×200 metres lliures del programa de natació, formant equip amb Frank Booth, Manuella Kalili i Maiola Kalili.